# Francileudo Santos
Francileudo dos Santos Silva (Zé Doca, 20 marzo 1979) è un ex calciatore brasiliano naturalizzato tunisino, di ruolo attaccante.

## Carriera

### Club
Francileudo Santos comincia la propria carriera professionistica nello Standard Liegi, che lo acquista dal Sampaio Corrêa il 23 gennaio 1996 dopo che l'osservatore Raimundinho lo aveva conosciuto e consigliato al club belga. L'esordio in prima squadra avviene però solo un anno dopo, il 16 febbraio 1997, scendendo in campo nella sconfitta per 4-0 della propria squadra contro il Germinal Ekeren. Nelle stagioni a cavallo tra il 1996 e il 1998, Santos colleziona sette sole presenze in campionato, non riuscendo così ad imporsi nella formazione belga.
Nell'estate del 1998 passa quindi ai tunisini dell'Étoile du Sahel, allenati in quel periodo da Jean Fernandez, lo scopritore di Zinédine Zidane. Con la nuova maglia diventa presto titolare mettendo a segno trentadue reti in cinquanta gare di campionato fra il 1998 ed il 2000, diventando anche capocannoniere alla sua prima stagione tunisina con diciotto gol in ventidue incontri.
Nell'estate del 2000 passa ai francesi del Sochaux in Division 2, dove ritrova l'allenatore Fernandez che era passato alla società transalpina una stagione prima di lui. Con la nuova maglia conquista subito la promozione in Division 1 e diventa capocannoniere del campionato di seconda divisione francese segnando ventuno reti in trentuno partite disputate, guadandosi così anche il titolo di miglior giocatore della stagione. Le due stagioni successive disputate in Division 1 sono difficili per il calciatore di origini brasiliane, che a causa di un infortunio e di una crisi di fiducia viene limitato nel rendimento e nel numero di gol segnati, tuttavia nel campionato 2003-2004 Santos ritorna a segnare con continuità, andando a segno dieci volte nelle prime sedici partite di campionato e conquistando con i compagni la Coupe de la Ligue nella finale vinta ai calci di rigore contro il Nantes.
Dopo cinque stagioni con la maglia del Sochaux, durante le quali si guadagna il soprannome di "Bip-Bip" da parte dei suoi compagni di squadra per la sua agilità con il pallone fra i piedi, nell'estate del 2005 Santos passa al Tolosa per una cifra pari a 3,25 milioni di euro firmando un contratto triennale. Dopo una prima stagione conclusa con cinque reti in venticinque partite, Santos patisce un infortunio con la Nazionale tunisina durante il periodo dei Mondiali in Germania che lo tiene lontano dai campi di gioco per alcuni mesi. Al ritorno disputa quattro partite di campionato per poi essere ceduto in prestito allo Zurigo durante la sessione invernale di calciomercato, dove con quattro reti in dodici partite partecipa alla vittoria della sua squadra nel campionato svizzero. Nell'estate del 2007 torna poi dal prestito per giocare nuovamente con il Tolosa.
Al termine della stagione, passa a parametro zero al Sochaux.

### Nazionale
Dopo le due stagioni giocate nell'Étoile du Sahel, Francileudo Santos riceve nel 2000 un'offerta da parte della federazione calcistica della Tunisia per ottenere la cittadinanza e di conseguenza giocare per la relativa Nazionale. Santos decide in un primo momento di rifiutare l'offerta, salvo poi ripensarci e accettarla alla fine del 2003, poco prima dell'inizio della Coppa d'Africa 2004.
L'esordio in Nazionale avviene in una amichevole disputata a Sfax contro il Benin il 17 gennaio 2004, quando mette a segno anche una rete nella vittoria per 2-1 della propria squadra. Poche settimane dopo prende parte anche alla Coppa d'Africa disputatasi nella stessa Tunisia e vinta dalla Nazionale di casa dopo la finale contro il Marocco, dove una delle due reti che portano i locali al successo per 2-1 è messa a segno proprio da Santos.
Entrato stabilmente nel giro della Nazionale, Santos successivamente partecipa anche alla FIFA Confederations Cup 2005 (la prima disputata dai nordafricani, dove egli segnò la doppietta contro l'Australia nel primo turno) ed ai Mondiali in Germania dell'anno successivo, senza però che la propria nazionale riuscisse a superare in entrambi i casi la fase a gironi dei tornei. Nelle edizioni del 2006 e del 2008 della Coppa d'Africa si ferma invece con la Tunisia ai quarti di finale.

## Statistiche

### Presenze e reti nei club
Statistiche aggiornate al termine della carriera.
| Stagione               | Squadra                | Campionato             | Campionato | Campionato | Coppe nazionali | Coppe nazionali | Coppe nazionali | Coppe continentali | Coppe continentali | Coppe continentali | Altre coppe | Altre coppe | Altre coppe | Totale | Totale | Totale |
| Stagione               | Squadra                | Comp                   | Pres       | Reti       | Comp            | Pres            | Reti            | Comp               | Pres               | Reti               | Comp        | Pres        | Reti        | Pres   | Reti   |        |
| ---------------------- | ---------------------- | ---------------------- | ---------- | ---------- | --------------- | --------------- | --------------- | ------------------ | ------------------ | ------------------ | ----------- | ----------- | ----------- | ------ | ------ | ------ |
| 1996-1997              | Standard Liegi         | D1                     | 2          | 0          | CB              | 1               | 0               | Int                | 0                  | 0                  | -           | -           | -           | 3      | 0      |        |
| 1997-1998              | Standard Liegi         | D1                     | 5          | 0          | CB              | 0               | 0               | Int                | 3                  | 0                  | -           | -           | -           | 8      | 0      |        |
| Totale Standard Liegi  | Totale Standard Liegi  | Totale Standard Liegi  | 7          | 0          |                 | 1               | 0               |                    | 3                  | 0                  |             | -           | -           | 12     | 0      |        |
| 1998-1999              | Étoile du Sahel        | L1                     | 22         | 18         | CT              | ?               | ?               | CC                 | 2                  | 2                  | -           | -           | -           | 24+    | 20+    |        |
| 1999-2000              | Étoile du Sahel        | L1                     | 28         | 14         | CT              | ?               | ?               | CC                 | ?                  | ?                  | -           | -           | -           | 28+    | 14+    |        |
| 2000-2001              | Sochaux                | D2                     | 31         | 21         | CF+CdL          | 3+0             | 1+0             | -                  | -                  | -                  | -           | -           | -           | 34     | 22     |        |
| 2001-2002              | Sochaux                | D1                     | 22         | 1          | CF+CdL          | 2+0             | 1+0             | -                  | -                  | -                  | -           | -           | -           | 24     | 2      |        |
| 2002-2003              | Sochaux                | L1                     | 31         | 8          | CF+CdL          | 1+5             | 0+3             | Int                | 4                  | 0                  | -           | -           | -           | 41     | 11     |        |
| 2003-2004              | Sochaux                | L1                     | 29         | 14         | CF+CdL          | 1+3             | 0+1             | CU                 | 4                  | 3                  | -           | -           | -           | 37     | 18     |        |
| 2004-2005              | Sochaux                | L1                     | 31         | 9          | CF+CdL          | 3+1             | 3+0             | CU                 | 6                  | 1                  | -           | -           | -           | 41     | 13     |        |
| 2005-2006              | Tolosa                 | L1                     | 25         | 5          | CF+CdL          | 0+1             | 0               | -                  | -                  | -                  | -           | -           | -           | 26     | 5      |        |
| 2006-feb. 2007         | Tolosa                 | L1                     | 4          | 0          | CF+CdL          | 0               | 0               | -                  | -                  | -                  | -           | -           | -           | 4      | 0      |        |
| feb.-giu. 2007         | Zurigo                 | SL                     | 12         | 4          | CS              | 1               | 0               | -                  | -                  | -                  | -           | -           | -           | 13     | 4      |        |
| 2007-2008              | Tolosa 2               | CFA                    | 7          | 3          | -               | -               | -               | -                  | -                  | -                  | -           | -           | -           | 7      | 3      |        |
| 2007-2008              | Tolosa                 | L1                     | 3          | 0          | CF+CdL          | 1+0             | 0               | CU                 | 2                  | 2                  | -           | -           | -           | 6      | 2      |        |
| Totale Tolosa          | Totale Tolosa          | Totale Tolosa          | 32         | 5          |                 | 2               | 0               |                    | 2                  | 2                  |             | -           | -           | 36     | 7      |        |
| 2008-2009              | Sochaux                | L1                     | 15         | 2          | CF+CdL          | 1+0             | 0               | -                  | -                  | -                  | -           | -           | -           | 16     | 2      |        |
| Totale Sochaux         | Totale Sochaux         | Totale Sochaux         | 159        | 55         |                 | 20              | 9               |                    | 14                 | 4                  |             | -           | -           | 193    | 68     |        |
| 2009-2010              | Istres                 | L2                     | 11         | 1          | CF+CdL          | 0               | 0               | -                  | -                  | -                  | -           | -           | -           | 11     | 1      |        |
| 2010-2011              | Étoile du Sahel        | L1                     | 21         | 3          | CT              | 2+              | 1+              | CCC                | 1                  | 0                  | -           | -           | -           | 24+    | 4+     |        |
| 2011-2012              | Étoile du Sahel        | L1                     | 16         | 0          | CT              | ?               | ?               | CCL                | 4                  | 0                  | -           | -           | -           | 20+    | 0+     |        |
| 2012-2013              | Étoile du Sahel        | L1                     | 4+1        | 0          | CT              | ?               | ?               | -                  | -                  | -                  | -           | -           | -           | 5+     | 0+     |        |
| Totale Étoile du Sahel | Totale Étoile du Sahel | Totale Étoile du Sahel | 91+1       | 35         |                 | 2+              | 1+              |                    | 7+                 | 2+                 |             | -           | -           | 101+   | 38+    |        |
| 2013-2014              | Belfort                | CFA                    | 17         | 2          | CF              | 0               | 0               | -                  | -                  | -                  | -           | -           | -           | 17     | 2      |        |
| 2014-2015              | Belfort                | CFA                    | 6          | 0          | CF              | 0               | 0               | -                  | -                  | -                  | -           | -           | -           | 6      | 0      |        |
| Totale Belfort         | Totale Belfort         | Totale Belfort         | 23         | 2          |                 | 0               | 0               |                    | -                  | -                  |             | -           | -           | 23     | 2      |        |
| 2015-2016              | Porrentruy             | 2Li                    | 6          | 2          | -               | -               | -               | -                  | -                  | -                  | -           | -           | -           | 17     | 2      |        |
| Totale carriera        | Totale carriera        | Totale carriera        | 349        | 107        |                 | 26+             | 10+             |                    | 26                 | 8                  |             | -           | -           | 401+   | 125+   |        |

## Palmarès

### Club

#### Competizioni nazionali
- Campionato francese di seconda divisione: 1

Sochaux: 2000-2001
- Coppa di Lega francese: 1

Sochaux: 2003-2004
- Campionato svizzero: 1

Zurigo: 2006-2007

#### Competizioni internazionali
- Coppa CAF: 1

Étoile du Sahel: 1999

### Nazionale
- Coppa d'Africa: 1

2004

### Individuale
- Capocannoniere del campionato tunisino di calcio: 1

1998-1999
- Capocannoniere del campionato francese di Division 2: 1

2000-2001
- Capocannoniere della Coupe de la Ligue: 1

2002-2003
- Capocannoniere della Coppa d'Africa: 1

2004